# Lliga de Delos
La Lliga de Delos, també coneguda com a Lliga Hel·lènica, Lliga Dèlica, Confederació de Delos, Confederació Marítima de l'Àtica, Lliga Marítima Atenenca, Lliga Deloàtica o Amficcionia de Delos, fou una associació de ciutats estat gregues establerta durant el segle v aC i amb un nombre de membres que oscil·la, segons les fonts, entre 150 i 173 sota el lideratge d'Atenes. Tingué el propòsit de continuar lluitant contra els perses de l'Imperi Aquemènida després de les victòries gregues en la batalla de Salamina i la batalla de Platea, al final de la segona invasió persa de Grècia.
El nom modern de la Lliga deriva del seu lloc de reunió oficial, l'illa de Delos, famosa pel culte a Apol·lo, on se celebraven les assemblees anuals de les ciutats de la Lliga i se'n guardava el tresor fins que Pèricles el traslladà a Atenes, sancionant el predomini militar i polític absolut de la ciutat sobre la resta d'aliats.
Poc després de la seva creació, Atenes començà a emprar els fons de la Lliga per als seus propis propòsits, fet que provocà conflictes entre Atenes i els membres menys poderosos de la Lliga. Cap al 431 aC, l'amenaça que la Lliga presentava a l'hegemonia espartana combinada amb el ferri control d'Atenes sobre la Lliga de Delos, provocà l'esclat de la Guerra del Peloponnès; la Lliga es va dissoldre en acabar la guerra l'any 404 aC.
El restabliment d'una aliança naval àtica el 379-78 aC mostra que les funcions protectores associades es continuaven valorant positivament, especialment en el cas de les polis aliades més petites; tanmateix, el paper de lideratge d'Atenes es va reduir significativament i es corresponia a la seva posició general debilitada. L'ascens de Macedònia com a gran potència grega també va reduir la influència d'Atenes a l'Egeu i encoratjà la separació dels confederats. La derrota d'Atenes i els seus aliats en la batalla de Queronea l'any 338 aC contra els macedonis, va significar el final de la Segona Lliga atenesa.

## Història

### Rerefons

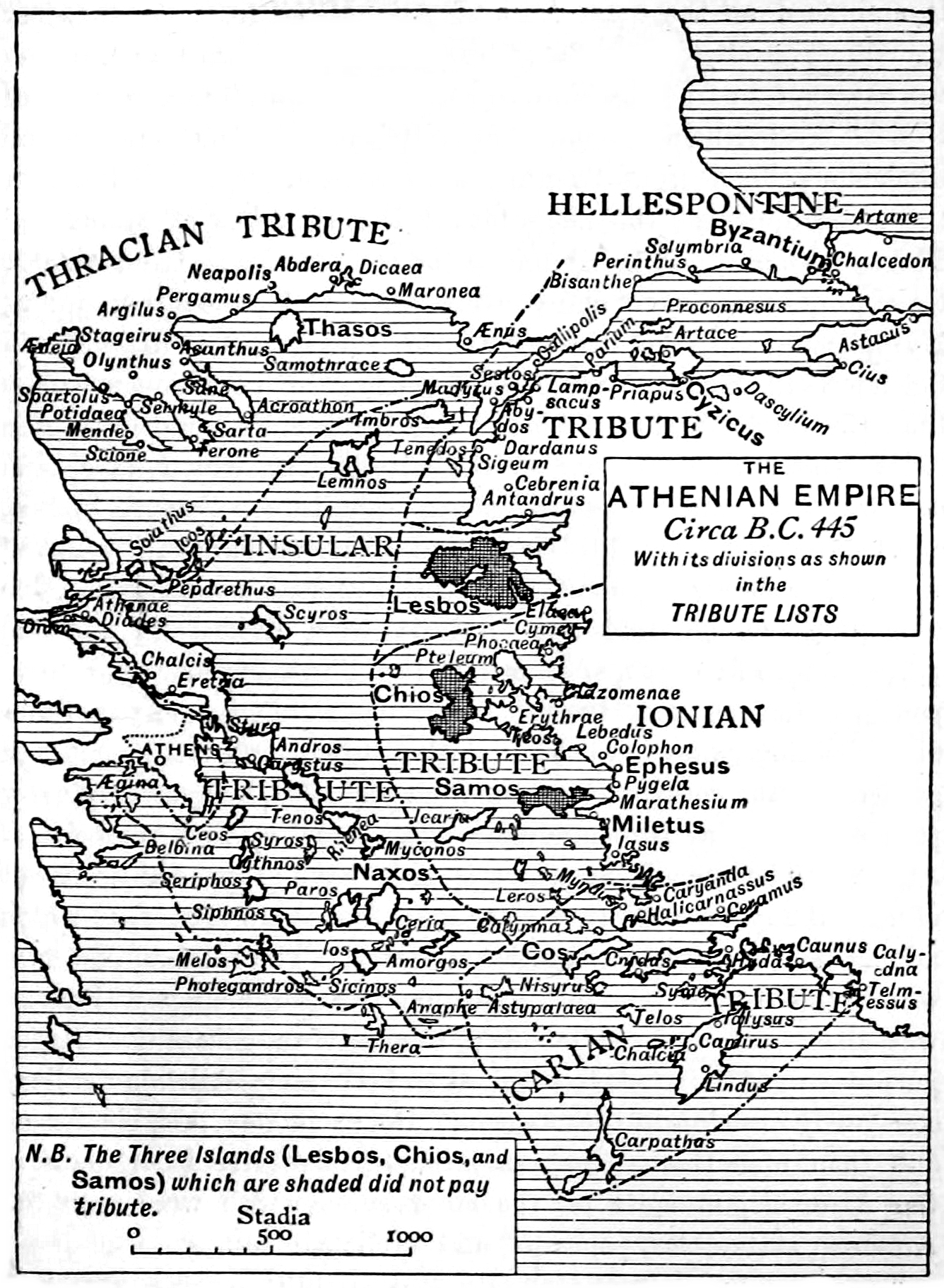
Obra del 1905 que recull en anglès l'Imperi atenès l'any 445 aC, segons les Llistes de Tributs. Les illes de Lesbos, Quios i Samos (ombrejades al mapa) no pagaven tribut

Les guerres mèdiques tenen el seu origen en la conquesta de les ciutats gregues d'Àsia Menor, i particularment de Jònia, per l'Imperi persa aquemènida de Cir el Gran poc després del 550 aC. Els perses consideraven els jonis difícils de governar, i finalment es van conformar patrocinant un tirà en cada ciutat jònica. Si bé els estats grecs foren en el passat sovint governats per tirans, aquesta forma de govern estava en declivi. Cap al 500 aC, Jònia sembla haver estat madura per a la rebel·lió contra aquests vassalls perses. La tensió latent finalment esclatà en una revolta oberta a causa de les accions del tirà de Milet, Aristàgores. Aquest, en un intent de salvar-se de les conseqüències d'una desastrosa expedició patrocinada pels perses l'any 499 aC, va decidir restablir la democràcia. Això desencadenà revolucions similars en tota Jònia, que s'estengueren fins a l'hexàpolis dòrica i Eòlida, amb la qual cosa va començar la revolta jònica.

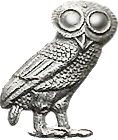
Mussol d'Atena, patrona d'Atenes

Els estats grecs d'Atenes i Erètria es deixaren atreure a aquest conflicte per Aristàgores i durant la seva única temporada de campanya (498 aC) contribuïren a la captura i crema de la capital regional persa de Sardes. Després d'això, la revolta jònica continuà (sense més ajut exterior) durant cinc anys més, fins que fou completament esclafada pels perses. No obstant això, en una decisió de gran transcendència històrica, el rei persa Darios el Gran va decidir que, tot i haver sotmès la revolta, calia castigar les ciutats d'Atenes i Erètria per haver donat suport a la revolta jònica, en la creença que els estats grecs podrien constituir en el futur una amenaça per als dominis perses.
Amb aquest propòsit Darios va emprendre la conquesta de Tràcia, Macedònia i les illes de l'Egeu. Després va conquerir Eubea i arrasà Erètria. La invasió va acabar l'any 490 aC amb la decisiva victòria atenesa en la batalla de Marató. Poc després, Darios va morir i la responsabilitat de la represa del conflicte va recaure en el seu fill Xerxes. Deu anys més tard, Xerxes va dirigir personalment una segona campanya militar contra Grècia amb una imponent força terrestre i naval.
Els grecs, després de les derrotes en les batalles de les Termòpiles i Artemisi es van retirar al Peloponnès i abandonaren en mans de l'enemic Beòcia i la mateixa Atenes, que va patir un violent saqueig. Els perses, envalentits, van envoltar la flota grega restant prop de l'illa de Salamina, però en la batalla posterior van patir una derrota decisiva. L'any següent els aliats van aplegar l'exèrcit grec més gran vist fins aleshores i van derrotar la força d'invasió persa en la batalla de Platea, mentre que la flota aliada en derrotà les restes de la persa en la batalla de Mícale, que marca convencionalment el final de les invasions perses i l'inici del contraatac grec.
La derrota persa de Mícale va induir les ciutats gregues d'Àsia Menor a rebel·lar-se de nou, ja que els perses, sense flota, eren impotents per aturar-les, mentre que la flota grega ocupà el Quersonès Traci i la ciutat de Sestos.
L'any 478 aC els aliats van enviar una força per conquerir la ciutat de Bizanci, l'actual Istanbul, però, tot i que el setge va tenir èxit, el comportament arrogant del general espartà Pausànies va alienar nombrosos aliats que, després d'aconseguir que Esparta el retirés, van confiar la flota als atenesos.

### Fundació

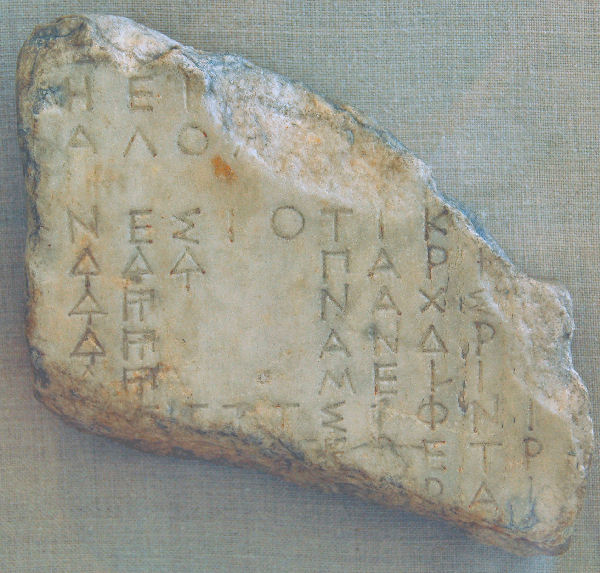
Fragment de la Llista de tributs atenesos, 425–424 aC

Després de Bizanci, Esparta estava adelerada per posar fi a la seva implicació en la guerra. Els espartans temien molt l'ascens dels atenesos com un desafiament al seu poder. A més, els espartans opinaven que, amb l'alliberament de la Grècia continental i les ciutats gregues d'Àsia Menor, el propòsit de la guerra ja s'havia assolit. Potser també hi havia la sensació que l'establiment de seguretat a llarg termini per als grecs asiàtics seria impossible. Després de Mícale, el rei espartà Leotíquides havia proposat «trasplantar» tots els grecs d'Àsia Menor a Europa com l'únic mètode per alliberar-los permanentment del domini persa.
Xàntip, el comandant atenès a Mícale, ho havia rebutjat furiós; les ciutats jòniques havien estat colònies ateneses, i els atenesos, si ningú més ho feia, protegirien els jonis. Això marcà el punt en què el lideratge de l'aliança grega passà efectivament als atenesos. Amb la retirada espartana després de Bizanci, el lideratge dels atenesos es va fer explícit.
L'aliança informal de ciutats estat que havien lluitat contra la invasió de Xerxes havia estat dominada per Esparta i per la Lliga del Peloponnès. Amb la retirada d'aquests estats es convocà un congrés a l'illa sagrada de Delos a fi i efecte d'instituir una nova aliança per continuar la lluita contra els perses; d'aquí la designació moderna «Lliga de Delos». Segons Tucídides, l'objectiu oficial de la Lliga era «arrasar el territori del rei per venjar els mals que havien patit».
En realitat, aquest objectiu es dividia en tres esforços principals: preparar-se per una futura invasió, consumar la venjança contra Pèrsia i organitzar un mitjà per dividir el botí de guerra. Els membres podien triar entre oferir forces armades o pagar un impost al tresor comú; la majoria dels estats van triar l'impost. Els membres de la Lliga juraren tenir els mateixos amics i enemics i llançaren lingots de ferro al mar per simbolitzar la permanència de l'aliança. El polític atenès Arístides passà la resta de la seva vida ocupat en els afers de l'aliança i morí (segons Plutarc) uns anys més tard al Pont, mentre determinava quin havia de ser l'impost dels nous membres.
El total de les contribucions anuals es va establir en 460 talents. Això encara era inferior a la suma que abans s'havia de pagar als perses només des de les ciutats gregues d'Àsia Menor. Les illes de Tasos, Naxos, Lesbos, Quios i Samos proporcionaren els seus vaixells per compensar l'obligació de pagar un tribut. Les polis menors, que no estaven en condicions de fer-ho a causa dels costos derivats de la construcció naval i els salaris de les tripulacions, es van veure obligades a fer pagaments proporcionals a la seva capacitat. Aquesta organització representà, a llarg termini, una innovació per als estàndards grecs; en la Lliga del Peloponnès només hi havia pagaments relacionats amb esdeveniments.

### Estructura organitzativa inicial

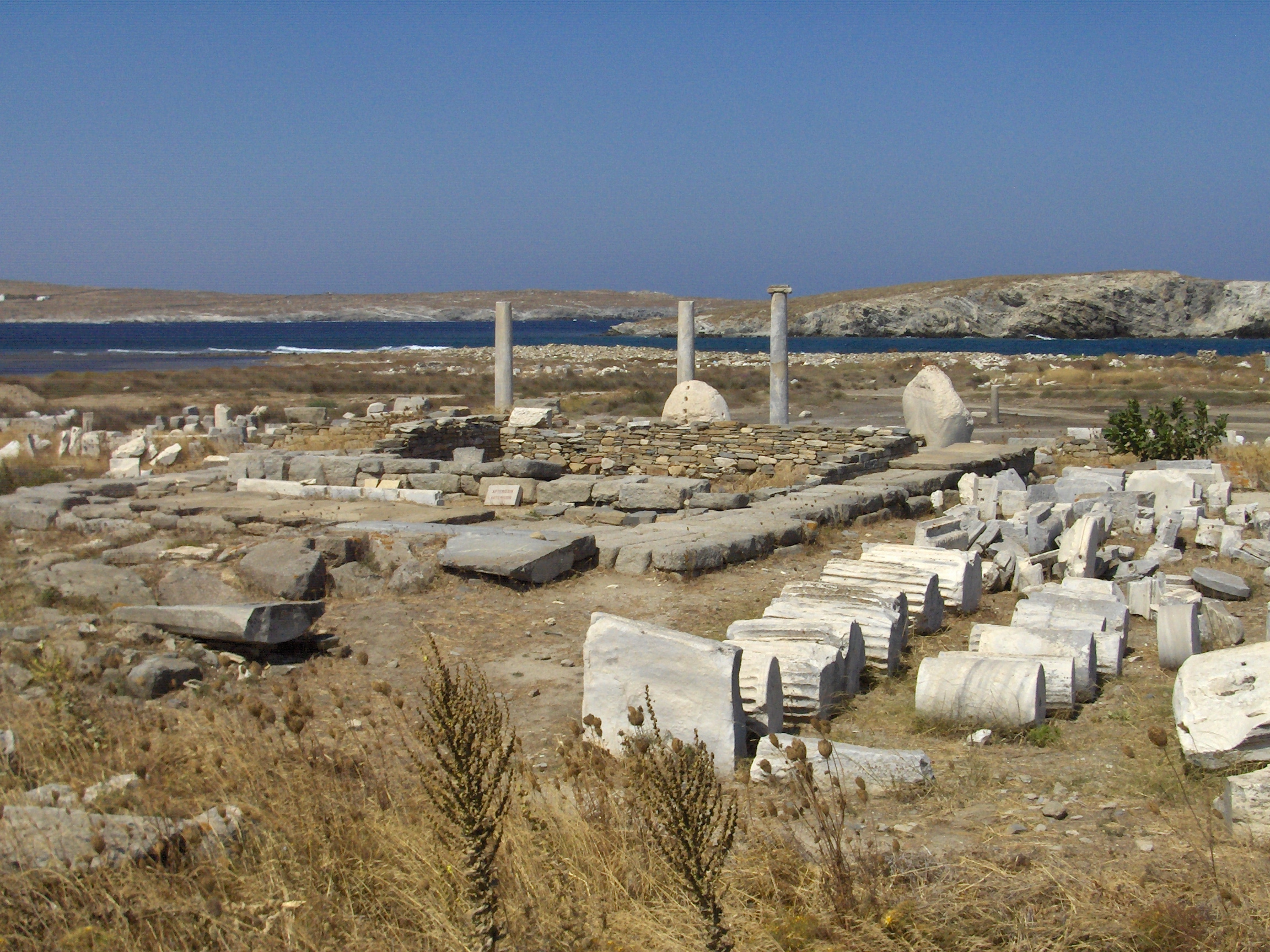
Ruïnes a l'illa de Delos

Com a simmàquia, la Lliga incloïa un gran nombre de polis de la Grècia continental, de l'Àsia Menor occidental i de Tràcia, així com moltes illes de l'Egeu. Durant gairebé un quart de segle, el centre i lloc de reunió de l'aliança naval no era Atenes, sinó l'illa de Delos, de l'arxipèlag de les Cíclades. L'Assemblea Federal (sinedri) s'hi reunia pel cap baix una vegada a l'any i els fons comuns de la Lliga es custodiaven al temple d'Apol·lo. El déu al qual originàriament es va subordinar la Lliga era, per tant, l'Apol·lo de Delos.
La igualtat nominal prevalia en l'Assemblea Federal, des de la polis més gran fins a la més petita: cadascuna tenia un sol vot en el procés de presa de decisions. No obstant això, Atenes trobava sovint majories per a les seves propostes entre els aliats al sinedri. És probable que l'autoritat de l'Assemblea Federal fos tant el poder sancionador en cas de deserció dels aliats com la funció de control pel que fa a la valoració lícita del tribut per part dels membres de la Lliga.

### Lideratge d'Atenes
Des del primer moment, els atenesos, que havien estat nomenats per a la direcció militar de l'aliança naval, no sols tenien del seu costat el pes de la seva gran flota de vaixells i la gestió de les operacions al mar per part dels estrategs atenesos, sinó que, amb Arístides, també van aportar la persona responsable de l'avaluació original del tribut (que sovint era lloada com a justa). Endemés, els deu administradors (hel·lenotamiai) del tresor de la Lliga de Delos, format amb les aportacions econòmiques (fóroi) dels membres, procedien de l'Àtica, sense que això hagués causat cap ofensa notable.
Així, a la direcció militar s'hi sumà el lideratge organitzatiu d'Atenes, combinat amb la corresponent autoritat política, que també es manifestà en l'assemblea federal. Entre les polis aliades, moltes eren tan petites que difícilment haurien pogut imposar-se de manera independent al seu entorn, per la qual cosa la cura de la llunyana Atenes podia semblar-los avantatjosa. Per tant, d'una banda, Atenes era «igual entre iguals» però, de l'altra, fou l'hegèmon de la Lliga Àtica des del principi, la potència líder indiscutible.
El que podria haver significat en realitat la igualtat d'aquestes ciutats aliades, en gran part petites, amb Atenes, roman ben il·lustrat per un dels contes d'animals d'Antístenes, que va viure a Atenes a l'època de Pèricles: «Quan els conills de l'assemblea van demanar la igualtat per a tots els animals, els lleons els van respondre: Conills! A les vostres paraules els manquen les nostres urpes i les nostres dents».

## El camí de la rebel·lió

### Primers anys
Fins que passà l'amenaça d'atac persa, els membres de l'aliança tenien bones raons per preservar-ne la unitat, però Xerxes es resignà a perdre els països de la perifèria de l'imperi, la conquesta dels quals hauria estat massa costosa. Quan Èsquil escrigué la tragèdia Els Perses l'any 472 aC, els grecs ja eren conscients que havien guanyat la guerra. En conseqüència, si no en el moment de la formació de l'aliança, a finals de la dècada del 470, havia de ser clar per a tothom que l'objectiu de la Lliga de Delos no era sols lluitar contra els perses.
Al principi, Atenes probablement tractà els seus aliats com a parts autònomes i iguals. Per exemple, Potidea, una ciutat colonial de Corint, es va construir a l'estret que condueix a la península de Pal·lene. Corint mai fou membre de la Lliga de Delos, però això no va impedir que Potidea s'unís al sistema federal d'Atenes, independentment de la seva ciutat natal. Això, al seu torn, no canvià el fet que la ciutat colonial es mantingués en una relació de dependència amb la seva ciutat natal. Corint enviava inspectors a Potidea any rere any, i Atenes no hi tenia cap objecció. Tanmateix, ja en els primers anys posteriors a la constitució, es feu evident que els membres de l'associació no eren realment independents quan alguns d'ells van començar a cansar-se dels seus compromisos. Atenes, en canvi, actuava amb força cada vegada que s'endarrerien els diners, els vaixells o les tropes promeses. Tal com escriu Aristòtil, Atenes començà a tractar els aliats de manera cada cop més arbitrària; com a màxim, era més reservada amb els aliats més grans, com ara Quios, Lesbos o Samos.

### Rebels
No és estrany que Atenes comencés a perdre popularitat. Hi va contribuir el fet que molts dels estats membres s'havien unit a l'aliança amb prou feines per voluntat pròpia, com l'illa d'Andros, contra la qual Temístocles va dirigir una expedició punitiva pels seus sentiments perses; o la ciutat de Carist a l'illa d'Eubea, que també havia cooperat anteriorment amb Xerxes i que fou obligada a unir-s'hi per força per Cimó en algun moment de la dècada del 470, i la ciutat de Faselis durant la seva campanya a l'Eurimedont. L'illa de Naxos intentà retirar-se de la Lliga l'any 472 aC, tot just sis anys després de la seva formació, per raons desconegudes. Tanmateix, els atenesos van llançar immediatament una guerra contra ella, l'assetjaren l'any 470 aC i l'obligaren a tornar a la Lliga. Aquesta era la primera vegada que una ciutat aliada perdia la llibertat malgrat l'acord existent. Posteriorment, això li passà a una darrere l'altra.
El motiu de les expulsions solia ser que no havien pagat adequadament la contribució econòmica que se'ls imposava, que no aportaven prou vaixells o ja no volien continuar proporcionant vaixells als atenesos. Els atenesos, en canvi, van insistir en el compliment estricte de les seves obligacions, fins i tot mitjançant l'ús d'una violència despietada. Tot i que van participar en l'exèrcit més del que haurien d'haver assumit de manera justa, fou això el que els facilità la força de tornar a la seva aliança als estats membres que se'n volien retirar. No obstant això, els mateixos aliats foren responsables d'aquesta situació, ja que la majoria n'eren reticents a servir militarment fora de casa i van optar per contribuir econòmicament. En conseqüència, la flota atenesa se'n reforçà encara més a costa seva, i quan aquestes ciutats es van aixecar i van intentar separar-se de l'aliança, no estaven preparades militarment i no tenien l'experiència militar d'Atenes.
Un cas memorable, semblant al de Naxos, fou el de la ciutat de Tasos. Aquesta illa del mar Egeu obtenia la riquesa principalment gràcies a l'explotació de la costa i les mines de Pangèon. A l'època de les guerres greco-perses, abans de la batalla de Salamina, no es va atrevir a unir-se a la Lliga Hel·lènica d'Esparta i Atenes a causa de la seva proximitat als perses, però després de Salamina els tasis es van adonar immediatament que els convenia unir-se a la Lliga Dèlica. Al cap d'un temps, però, van haver d'adonar-se que la prosperitat comercial i econòmica d'Atenes, més avançada que la seva, ja no els donava suport, sinó que els afectava negativament en els seus interessos vitals. El 465 aC Tasos, després d'una fracassada revolta, va haver de lliurar els vaixells de guerra, com havia fet contra els perses i, igual que aquests, els atenesos van enderrocar les muralles de la ciutat.
A part de Naxos i Tasos, Atenes tractà de la mateixa manera moltes altres ciutats que volien recuperar la llibertat. Els atenesos solien prendre ostatges i els obligaven a enderrocar els baluards de la seva ciutat, a lliurar les naus i a pagar els foros en efectiu a partir d'aleshores, i augmentaven l'import de la contribució, cosa que impossibilitava nous intents de secessió, ja que la mateixa ciutat que volia separar-se finançava el manteniment de l'exèrcit que sufocava les rebel·lions. Pèricles, en el cas de Calcis d'Eubea, es conformà amb l'expulsió de l'aristocràcia, però ja havia expulsat tota la població d'Histiea (coneguda també com a Òreos) i l'havia substituïda per atenesos. Tucídides no deixa lloc a dubtes que la seva acció de mà dura al principi convertí Atenes en un hegèmon dins de l'Aliança, però més tard va convertir la Lliga Dèlica en un imperi atenès.

## L'imperi atenès
Atenes, doncs, deixà de banda el principi d'igualtat, va emprendre una política de poder, i la pressió sobre els aliats de la Lliga anà augmentant. Això vingué acompanyat de la separació d'una part del territori (cleruquia) de les zones aliades sospitoses de no ser dignes de confiança i l'enviament de colons atenesos (clerucs) per a conrear-les. Aquestes colònies, distribuïdes a Atenes per sorteig, tenien un doble propòsit: d'una banda, proporcionar terres als ciutadans sense terra que les necessitessin o les reclamessin, i de l'altra, emprar els colons desplaçats per frenar els aliats. Així doncs, els colons atenesos no sols van rebre el territori traci conquistat, la regió del riu Estrímon i el Quersonès Traci, sinó també terres de Lemnos, Imbros, Naxos, Andros, i més tard tota Eubea. Els aliats que van poder mantenir la independència durant més temps eren els que disposaven d'una força naval important, com Lesbos, Quios i, fins al 439 aC, Samos. Moltes ciutats més petites van passar a dependre d'Atenes —primer econòmicament i després políticament. Els seus contemporanis ja n'eren conscients, com deixa clar l'autor desconegut de l'obra La constitució dels atenesos (Pseudo-Xenofont).

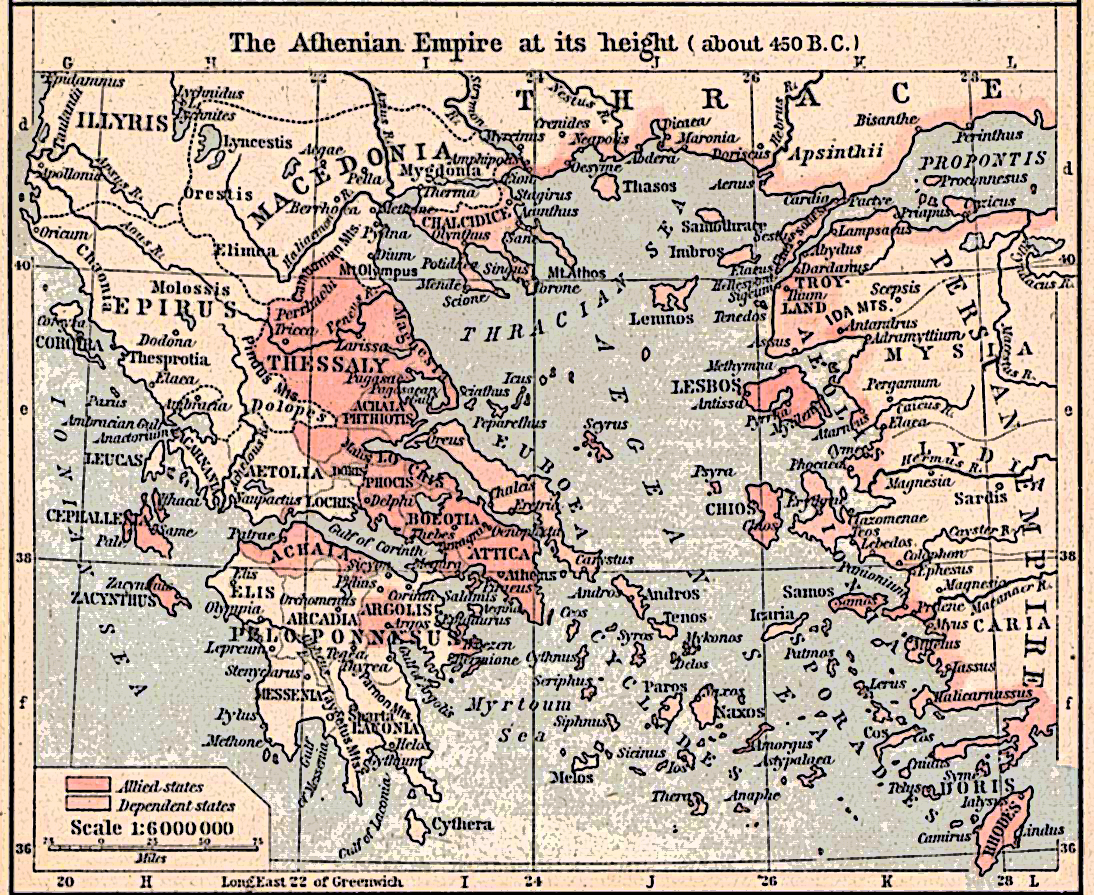
Apogeu de l'imperi atenès (al voltant del 450 aC) segons un atles històric en anglès del 1926

Atès que Atenes tenia molts més vaixells que els seus aliats, el comerç marítim es concentrà principalment en mans dels atenesos. Els aliats només podien proveir Atenes, o pel cap baix difícilment haurien pogut proveir algú més si Atenes no els hagués donat el consentiment. Per tant, l'Aliança de Delos, dins de la qual hi havia Atenes, era inicialment només una potència líder (hegèmon) que es transformà cada cop més en una autocràcia atenesa. L'aparició de la dictadura atenesa també es va veure facilitada pel fet que els aliats mai van poder unir forces contra Atenes: eren tants que n'hi havia per triar i remenar.
Durant els primers anys després de la constitució de l'organització, probablement no sols guardarien les arques a l'illa de Delos, també hi farien les reunions federals. Nogensmenys, no se sap res d'aquestes reunions, llevat que, un cop reestructurada la federació, els atenesos van obligar els ciutadans de les ciutats aliades a portar a Atenes els seus casos legals més importants. En aquest moment, el paper de l'assemblea aliada havia estat assumit des de feia temps per l'assemblea popular atenesa.
El sorgiment de la federació com a imperi atenès es completà l'any 454 aC, quan, a proposta de Samos (probablement per suggeriment d'Atenes) el tresor de la federació es traslladà de Delos a Atenes per a més seguretat. Amb aquest fons, Pèricles finançà els seus ambiciosos projectes de construcció a l'Acròpolis, com ara els propileus, el Partenó i l'estàtua daurada de Pal·les Atenea, obra del seu amic Fídies. Segons l'acadèmic grec Àngelos Vlakhos, aquesta fou una de les malversacions més grans de la història, però va permetre la creació d'algunes de les millors obres d'art del món antic.
Tot i que ja no combateren contra els perses, els atenesos van continuar cobrant l'impost de manera estricta. Això donà lloc a moltes queixes i retrets, però els atenesos opinaven —o almenys Pèricles suggerí que Plutarc ho deia— que els aliats no tenien dret a interferir en l'ús dels diners, puix que la flota atenesa els defensava contra els atacs de l'exterior. En fer-ho, Atenes complia el que pagaven els aliats; l'impost recaptat s'usaria com li semblés oportú. Això es contradiu amb el fet que Atenes sovint utilitzava els contingents militars dels aliats no contra els perses, sinó contra els seus propis enemics grecs, com va fer més tard durant la Guerra del Peloponnès. Consegüentment, la llibertat i la igualtat inicials es van convertir en esclavitud i Atenes exigí als aliats allò que haurien hagut de pagar —o àdhuc més— si s'haguessin rendit als perses. Atenes també intervenia sovint en els seus afers interns: a tot arreu tractà de substituir l'oligarquia pel que considerava la democràcia, més fiable i, l'any 465 aC, l'assemblea atenesa obligà una de les ciutats aliades, Èritres de Jònia, a acceptar una constitució, redactada fins al més mínim detall per l'assemblea atenesa i en què fins i tot s'establia que els funcionaris haurien de jurar lleialtat a Atenes.

## Guerres de l'aliança

### Primera Guerra del Peloponnès
Durant la rebel·lió dels ilotes del 462 aC, el comportament hostil dels espartans va agrir les relacions entre Atenes i Esparta. L'antagonisme entre ambdues ciutats feu que l'any següent Atenes s'aliés amb els seus enemics, Argos, Tessàlia i després Mègara, que havien abandonat la Lliga del Peloponnès, en comptes de fer-ho amb Esparta. Les batalles contra Corint i altres ciutats estat del Peloponnès el 460 aC foren, en gran manera, favorables a Atenes. Esparta va romandre més o menys inactiva durant els primers anys de la guerra, però el 457 aC sortí victoriosa de la primera gran batalla contra Atenes, la batalla de Tànagra. El 451 aC, l'exiliat Cimó fou convocat a Atenes i va concloure una treva de cinc anys amb els espartans.
L'any 449 aC, els espartans combateren contra els focis que governaven Delfos (Segona Guerra Sagrada) i van tornar el santuari als delfis. Tanmateix, quan els exèrcits espartans s'hi van retirar, Pèricles va aparèixer al capdavant dels exèrcits atenesos i retornà el santuari als focis. Però tot just expirada la treva de cinc anys amb Esparta, Atenes es veié amenaçada per un nou col·lapse en reprendre's els combats amb Esparta. L'exèrcit atenès fou anihilat a Beòcia, Mègara se separà d'Atenes, esclatà una rebel·lió a Eubea i els espartans van envair l'Àtica. No obstant això, Pèricles va aconseguir negociar i subornar l'exèrcit espartà perquè tornés a casa. El final oficial de la crisi va ser la pau dels trenta anys de l'hivern del 446-445 aC, en la qual Atenes renuncià a gran part dels seus interessos a la Grècia central des del 460 aC per tal de centrar els esforços a suprimir la rebel·lió eubea i ambdues ciutats estat van acceptar de no guanyar-se els aliats de l'altra ciutat.

Batalles de la Lliga de Delos entre el 475 aC i el 450 aC

### Campanyes contra els perses

#### Tràcia
Segons Tucídides, la primera campanya de la Lliga de Delos va tenir lloc contra la ciutat d'Eíon, a la desembocadura del riu Estrímon, que podria haver estat una guarnició persa supervivent de la campanya de Xerxes. La data de la campanya és incerta, però podria ser del 477 al 476 aC o del 476 al 475 aC. L'exèrcit atenès, sota el control de Cimó, guanyà la batalla contra els perses, i quan aquests es van retirar a la ciutat, Cimó l'assetjà i va expulsar tots els col·laboradors tracis de la regió per fer que els perses s'hi sotmetessin per la fam. Segons Heròdot, el comandant persa Boges hauria tingut via lliure cap a l'Àsia Menor si hagués evacuat la ciutat, però rebutjà l'oferta dels grecs perquè Xerxes no el considerés un covard. Quan se'ls acabà el menjar, va llançar els seus tresors al riu Estrímon, matà tota la seva família i després es varen immolar, ell i els seus súbdits, en una pira gegant. Els atenesos van ocupar llavors la ciutat i van esclavitzar la resta de la població.

#### Àsia Menor

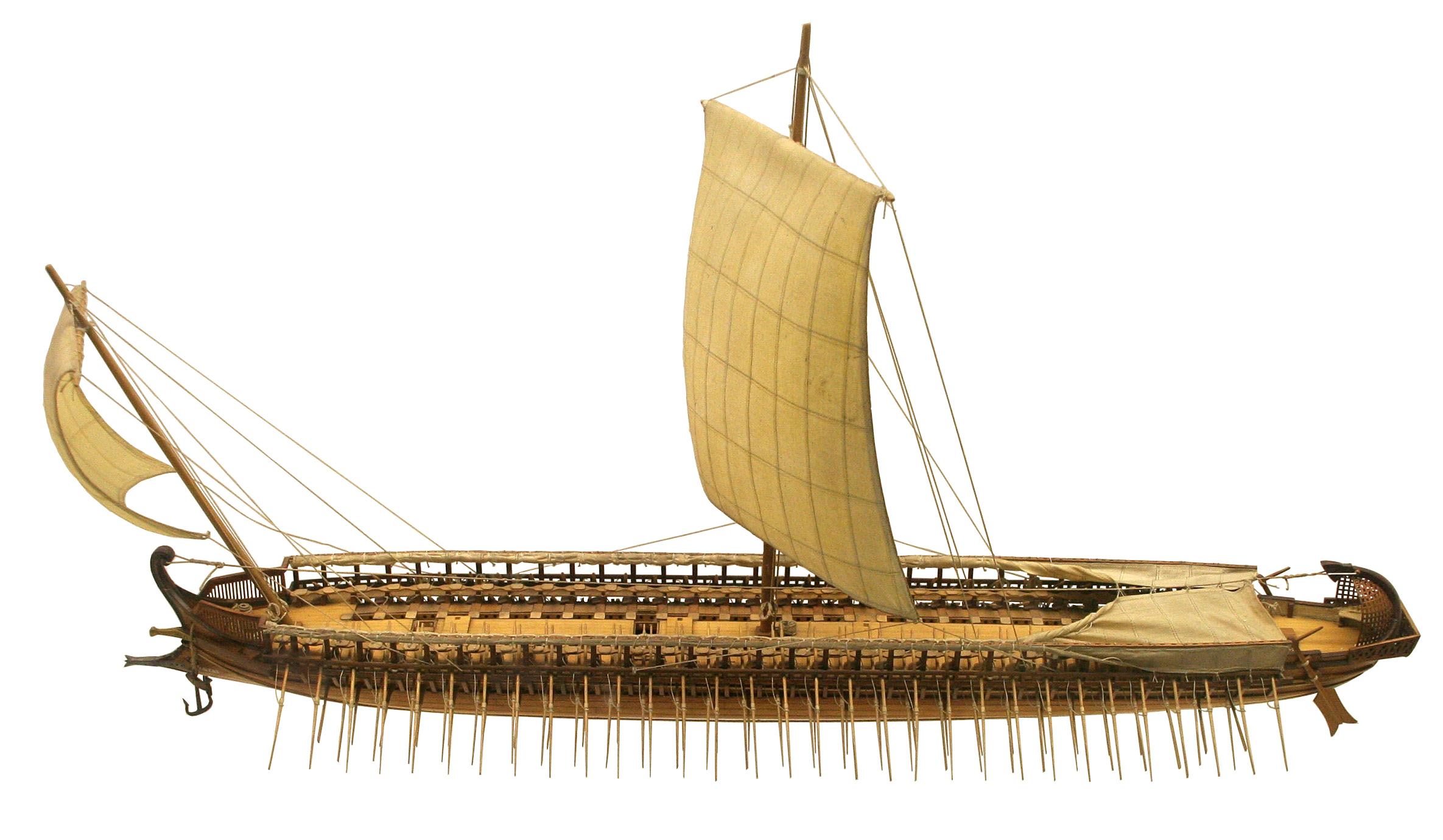
Model reconstruït d'una trirrem, embarcació usada per grecs i perses

Les illes de Samos, Quios i Lesbos a l'Àsia Menor van ser presumiblement membres de la Lliga de Delos des del principi, però no se sap del tot quan s'hi van unir les polis jòniques o les altres ciutats estat d'Àsia Menor, només que hi van ser admeses amb certesa.
Segons Plutarc, quan Cimó s'assabentà que l'exèrcit persa s'estava aplegant a Aspendos, al riu Eurimedont, va partir de Cnidos a Cària, amb 200 trirrems. Però quan arribà a la ciutat lícia de Faselis no el van deixar desembarcar. A continuació, començà a saquejar la costa de Faselis, però per mediació d'un contingent de Quios de la seva flota, els va convèncer d'unir-se a la Lliga de Delos. A canvi, van haver d'enviar unitats a la campanya i pagar 10 talents. Els atenesos van aconseguir d'aquesta manera conquerir la ciutat estat grega més remota d'Àsia Menor, que a més estava just a l'oest del riu Eurimedont i podria haver estat la primera base naval dels perses, però la seva campanya fracassà. Cimó va prendre llavors la iniciativa i atacà els perses a Aspendos.
Quan els perses, que esperaven reforços, foren atacats per Cimó es van retirar a l'Eurimedont, però es van veure obligats a reprendre la lluita sota pressió de la flota grega. Tanmateix, la línia de vaixells perses aviat es trencà, de manera que van fugir per terra per unir-se a un exèrcit estacionat a la rodalia. Cimó va desembarcar malgrat l'esgotament de les seves forces en la primera batalla, però amb tot i això aconseguí vèncer els perses a terra. Segons Tucídides, els grecs van capturar i destruir 200 vaixells fenicis i Plutarc recull que Cimó es va afanyar llavors a capturar els 80 vaixells fenicis que els perses havien estat esperant abans de la batalla. Amb el seu atac sorpresa, també aconseguí destruir-ne tota la flota. Tucídides, però, no esmenta aquest incident, per la qual cosa molts dubten que hagi ocorregut.
La data de la batalla de l'Eurimedont és controvertida: alguns la situen al 469 aC, d'altres al 466 aC. La batalla fou un gran èxit per als grecs, atès que s'eliminà gairebé del tot l'amenaça d'una altra invasió persa. Endemés, va mantenir fora de perill les ciutats gregues d'Àsia Menor fins a l'any 451 aC. Després de la campanya de Cimó, altres polis d'Àsia Menor, principalment de Cària, van ser admeses a la Lliga de Delos.

Llocs coneguts de la campanya egípcia de la Lliga de Delos

#### Egipte
La data generalment acceptada de la campanya egípcia és el 460-454 aC, que coincideix amb la Primera Guerra del Peloponnès. El 461 aC o 460 aC esclatà a Egipte una revolta contra el domini persa sota el lideratge del rei libi Inaros. L'aixecament es va estendre ràpidament i gran part del país va caure aviat en mans d'Inaros, que demanà ajuda a la Lliga de Delos. L'alliberament d'Egipte hauria suposat un gran avantatge econòmic i polític per als atenesos, per la qual cosa es van enviar 200 vaixells per ajudar els revoltats, un fet que suposà una inversió financera important. Quan els atenesos s'uniren a l'exèrcit d'Inaros, el rei Artaxerxes de Pèrsia reuní l'exèrcit per derrotar la rebel·lió. Diodor i Ctèsies xifren aquest exèrcit en 300.000 i 400.000 efectius, respectivament, però aquestes estimacions són probablement exagerades.
Atenesos i egipcis es van enfrontar amb els perses a la ciutat de Papremis, al delta del Nil. Al principi, el nombre superior dels perses els donà avantatge, però finalment els atenesos van trencar la línia persa, amb la qual cosa el derrotat exèrcit persa va fugir. Tanmateix, una part de l'exèrcit persa trobà refugi a la ciutadella de Memfis (anomenada «Castell Blanc»). Els rebels assetjaren la fortalesa durant quatre anys. Segons Tucídides, al principi Artaxerxes intentà subornar els espartans perquè envaïssin l'Àtica, per tal de treure les forces ateneses d'Egipte. Quan això fracassà, va aplegar un gran exèrcit, comandat per Megabazos, que alliberà Memfis del setge de quatre anys: els perses van guanyar la batalla contra els egipcis, els atenesos foren expulsats de Memfis i es van retirar a l'illa de Prosopitis, al delta del Nil.
Després de 18 mesos de setge, els perses van desviar les aigües del riu al voltant de l'illa amb canals a fi i efecte de poder travessar-lo per terra des de l'altra riba. Segons el relat de Tucídides, els perses van materialitzar aquesta fita i van capturar l'illa. Pocs atenesos van poder escapar i tornar a casa per Líbia i Cirene. Segons Diodor, els egipcis es van rendir i els atenesos van tenir via lliure cap a Cirene per evitar la pèrdua de vides. No obstant això, atès que el pànic causat pel fracàs de la campanya egípcia comportà el trasllat del tresor de la Lliga de Delos a Atenes, la versió de Tucídides és la més probable. Atenes va perdre un total de 35.000 soldats i 200 vaixells en l'expedició egípcia.

#### Xipre

Mapa dels antics regnes de Xipre

El 460 aC, just abans de la campanya egípcia, la flota de l'aliança participà en una campanya davant de l'illa de Xipre. La derrota egípcia va conduir finalment a una treva de cinc anys amb Esparta el 451 aC. Alliberades d'aquesta manera dels combats a Grècia, sota el comandament de Cimó, al qual li havia estat perdonat l'ostracisme, les forces de la Lliga van emprendre una altra campanya a Xipre. Cimó envià 60 dels 200 vaixells de l'aliança que comandava per ajudar Amirteu, que seguia lluitant contra els perses a Egipte, i atacà la ciutat de Cícion (l'actual Làrnaca) amb la resta. No obstant això, durant el setge, Cimó va morir o bé de malaltia o bé de ferides, però al seu llit de mort encara donà ordres als atenesos, que es van retirar a la ciutat de Salamina, a Xipre.
La mort de Cimó es va mantenir en secret per a l'exèrcit. En conseqüència, quan els perses foren atacats a Salamina l'any 450 aC per una flota de vaixells cilicis, fenicis i xipriotes i foren derrotats pels grecs per terra i mar, aquests encara creien que havien guanyat amb el traspassat Cimó. Després van tornar a casa, a Atenes, amb els vaixells que venien de la missió egípcia. Aquestes batalles menys notables van marcar el final de les guerres greco-perses, sense que hi hagués més combats entre l'Imperi persa i els grecs fins al 396 aC, amb la curta campanya a l'Àsia Menor del rei espartà Agesilau II.

#### Pau de Càl·lies
Després de les batalles de Xipre, Tucídides no esmenta cap pau; només que els grecs van tornar a casa. Diodor, però, afirma que es va concloure un tractat de pau complet amb els perses després de la batalla de Salamina (pau de Càl·lies, al voltant del 449-448 aC). Probablement, Diodor seguia la història d'Èfor en aquest moment, que al seu torn va ser presumiblement influenciat pel seu mestre Isòcrates, del qual se'n té la referència més antiga de la suposada pau l'any 380 aC. Ara bé, l'existència d'un tractat de pau ja fou discutida durant el segle iv aC i rebutjada per dos autors de l'època, Cal·lístenes i Teopomp. Tampoc no hi ha acord entre els historiadors moderns sobre aquella pau.
Les fonts antigues que donen detalls del tractat són raonablement coherents en la descripció dels termes:
- Totes les ciutats gregues d'Àsia havien de «viure segons les seves lleis» o «ser autònomes» (segons la traducció).
- Els sàtrapes perses (i presumiblement els seus exèrcits) no havien de viatjar a l'oest del riu Halis (Isòcrates) ni més a prop d'un dia de viatge a cavall fins al mar Egeu (Cal·lístenes), ni a menys de tres dies de viatge a peu fins al mar Egeu (Èfor i Diodor).
- Cap vaixell de guerra persa havia de navegar més enllà de l'oest de Faselis (a la costa sud d'Àsia Menor), ni de l'oest de les roques cianeses (probablement a l'extrem oriental del Bòsfor, a la costa nord).
- Si els termes eren observats pel rei i els seus generals, aleshores els atenesos no havien d'enviar tropes a les terres governades per Pèrsia.

## Decadència i final de l'aliança
L'any 445 aC la Pau dels Trenta Anys posà fi a la Primera Guerra del Peloponnès, però un nou deteriorament de les relacions entre Esparta i Atenes provocà l'esclat de la Segona Guerra del Peloponnès 14 anys després. La fatídica guerra, que durà 27 anys, desencadenà la completa destrucció del poder atenès, la desintegració de l'Imperi atenès i l'establiment de l'hegemonia espartana sobre Grècia. No obstant això, no sols Atenes va patir pèrdues, sinó que tota Grècia quedà significativament afeblida per la guerra.
A partir del 450 aC, els perses, que havien patit una sèrie de derrotes i de rebel·lions internes, van començar a fer política sobre la base del divide et impera ('divideix i venceràs'): van intentar enfrontar Atenes i Esparta recorrent sovint al suborn. Això assegurava que els grecs no tinguessin la capacitat de lluitar contra ells. No va haver-hi batalles greco-perses obertes fins a l'any 396 aC, amb la curta campanya a l'Àsia Menor del rei espartà Agesilau II. Segons Plutarc: «Després de la mort de Cimó, cap líder grec dugué a terme cap acció militar brillant contra els bàrbars. Els grecs es van tornar els uns contra els altres com a resultat de les incitacions de demagogs i bel·licistes. No hi havia ningú que actués com a mediador, per la qual cosa lliuraven guerres internes entre ells».
Tot i que les guerres de la Lliga de Delos van inclinar la balança cap als grecs, el mig segle de guerres internes posterior va permetre de restaurar la posició original dels perses. En la Guerra de Corint, Esparta (enfrontada a Corint, Tebes i Atenes) demanà ajuda als perses per mantenir l'estatus. En l'anomenada pau d'Antàlcides, el rei persa Artaxerxes II demanà i va rebre dels espartans el govern de les ciutats gregues d'Àsia Menor. Amb aquesta humiliant pau, els espartans van mal guanyar tots els èxits del segle anterior per tal de mantenir l'hegemonia sobre els grecs. Va ser llavors quan els oradors van començar a parlar de la pau de Càl·lies (s'hagués fet o no) com un contrapunt a la vergonyosa pau del rei, com a exemple dels «bons vells temps» quan la Lliga de Delos havia alliberat els grecs de la costa de l'Egeu dels perses. Atenes fundà la Segona Lliga atenesa l'any 377 aC, però ja no va poder recuperar el poder anterior, i els seus nous enemics eren molt més forts que no els antics.

## Segona Lliga atenesa
Durant un bon quart de segle, els atenesos es van haver de sotmetre a la supremacia espartana, però després van aprofitar l'oportunitat per restablir una aliança naval quan els lacedemonis estaven militarment lligats i debilitats.

### Motius i estructures organitzatives
Quan el 379 aC els demòcrates tebans van aconseguir desfer-se de l'ocupació espartana de la ciutat i posteriorment van assegurar la unificació estatal de tota Beòcia en condicions democràtiques, Atenes també va tenir l'oportunitat d'alliberar-se de les restriccions imposades per Esparta i establir la Segona Lliga atenesa, el 378-377 aC, just 100 anys després de la fundació inicial. El motiu decisiu aquesta vegada era l'eliminació de la supremacia espartana, mentre que respecte a Pèrsia es va posar èmfasi en l'equilibri d'interessos.
| « | La reivindicació comuna sobre la qual Atenes podia posar-se d'acord amb els seus aliats no tenia, però, exactament el mateix significat per a tots els membres de la Lliga. La gran potència Atenes, hegemó reconegut de la Lliga, es va esforçar amb l'ajuda dels seus aliats per assolir una posició de poder pel cap baix equivalent a la dels espartans, sobretot en la recuperació de la supremacia naval. […] Els aliats d'Atenes, per causa del seu potencial de poder molt menor, es van haver de limitar a l'objectiu de preservar la seva autonomia amb l'ajuda d'Atenes (sobretot contra les invasions espartanes), però Atenes només va aconseguir més afluència a la recent fundada aliança marítima després que —en la crida escrita per Aristòtil— afegís també garanties de llibertat i autonomia dels aliats a la propaganda antiespartana. | » |

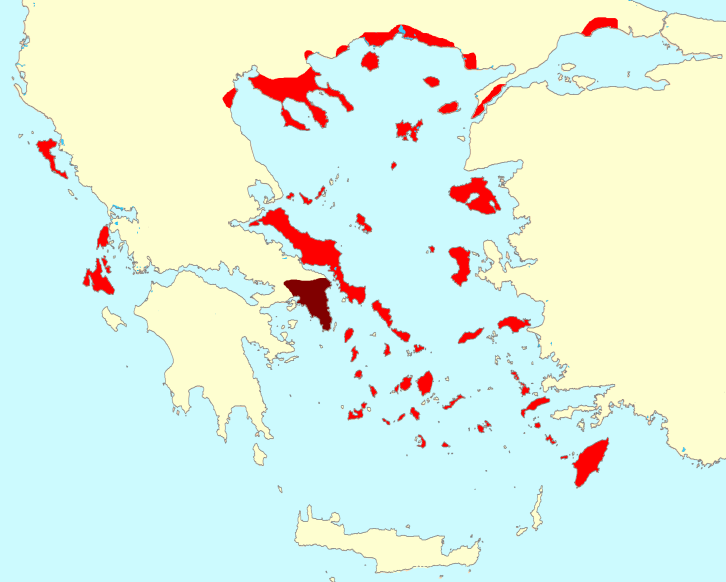
Mapa amb els components de la Segona Lliga

En el punt àlgid del seu desenvolupament, la Segona Lliga atenesa, amb uns 70 membres, encara era considerablement més petita que la predecessora. El nou sinedri, reunit a Atenes, tornà a preveure un vot per a cadascun dels aliats. Tanmateix, una resolució d'aquesta representació requeria el consentiment de l'Assemblea Popular atenesa per a ser vàlida; en comptes que les dues institucions fossin òrgans de decisió l'una darrere l'altra, com era el cas en l'època de la Primera Lliga àtica, en aquell moment hi havia juxtaposició i convivència.
Les contribucions dels aliats, abans anomenades fóroi, es deien syntàxeis i havien de pagar-se sempre amb diners. L'Assemblea Popular atenesa podia decidir la reducció de les contribucions per a cadascun dels confederats sense la participació del sinedri, puix que la pèrdua de contribucions només era una càrrega per als atenesos i no afectava els altres aliats. Només un membre fundador, Tebes, estava exempt de contribucions per raó de la seva participació en la guerra terrestre contra els lacedemonis.

### El paper canviant d'Atenes
La crida d'adhesió de l'Assemblea Popular Atenesa l'any 377 aC demostrava que Atenes s'esforçava per oblidar el sistema de govern de la segona meitat del segle v aC: es garantia als aliats la plena autonomia, la lliure elecció de la constitució i l'absència d'ocupació i de supervisors atenesos. Ja no hi hauria d'haver propietat de la terra per part dels atenesos al territori dels confederats.
Als membres de la Lliga no se'ls impedia de mantenir les seves flotes dins de les seves possibilitats, però no es comprometien a cap ajuda en les operacions militars dutes a terme pels atenesos en assumptes de la Lliga. La transferència de les contribucions monetàries per a la Lliga a Atenes anava normalment a càrrec dels mateixos aliats. «No era estrany que els estrategs atenesos que encapçalaven una campanya també s'ocupessin de les contribucions de les diferents polis per a la seva recollida i ús immediat.» Contràriament al cas dels pagaments de tributs en l'època de l'Imperi atenès del segle v aC, les contribucions a la Segona Lliga àtica amb prou feines es poden determinar bibliogràficament. Tanmateix, com que els aliats finançaven els seus vaixells de guerra a més d'aquestes quotes, la syntàxeis aprovada pel sinedri no hauria d'haver representat una càrrega excessiva.
Per als estrategs atenencs, el fet que les operacions militars es duguessin a terme sense participació de vaixells aliats tenia l'avantatge d'una organització simplificada i un comandament unificat. A canvi, però, tots els riscos de caràcter militar i financer romanien només per a Atenes. En aquest marc organitzatiu, les obligacions dels ciutadans rics de pagar els costos de construcció i desplegament de les trirrems (les litúrgies associades a la trierarquia) podien arribar a ser desagradablement opressives, especialment quan els costos de la guerra augmentaven en èpoques de més tensions o de confrontació oberta. Les contribucions dels confederats eren una suma fixa; no se'n sap res de gravàmens especials als aliats ni d'augment de les syntàxeis.

### Nova expansió de poder
Amb la victòria sobre la flota del Peloponnès a l'estret entre Paros i Naxos, els atenesos van aconseguir una vegada més la supremacia naval a l'Egeu. L'any 375 aC se celebrà a Esparta un congrés de pau, sol·licitat conjuntament pels lacedemonis i els atenesos, en què es va concloure una pau panhel·lènica, tot i que de curta durada. Després de tensions intermitents, se'n renovà una vegada més l'any 371 aC, però ràpidament va decaure a causa de l'enfrontament bèl·lic de Tebes, sota el lideratge d'Epaminondes, amb Esparta. En la batalla de Leuctra, l'exèrcit espartà va patir grans pèrdues que van provocar la fi d'Esparta com a gran potència militar a Grècia i van conferir-ne a Tebes la supremacia durant la dècada següent.

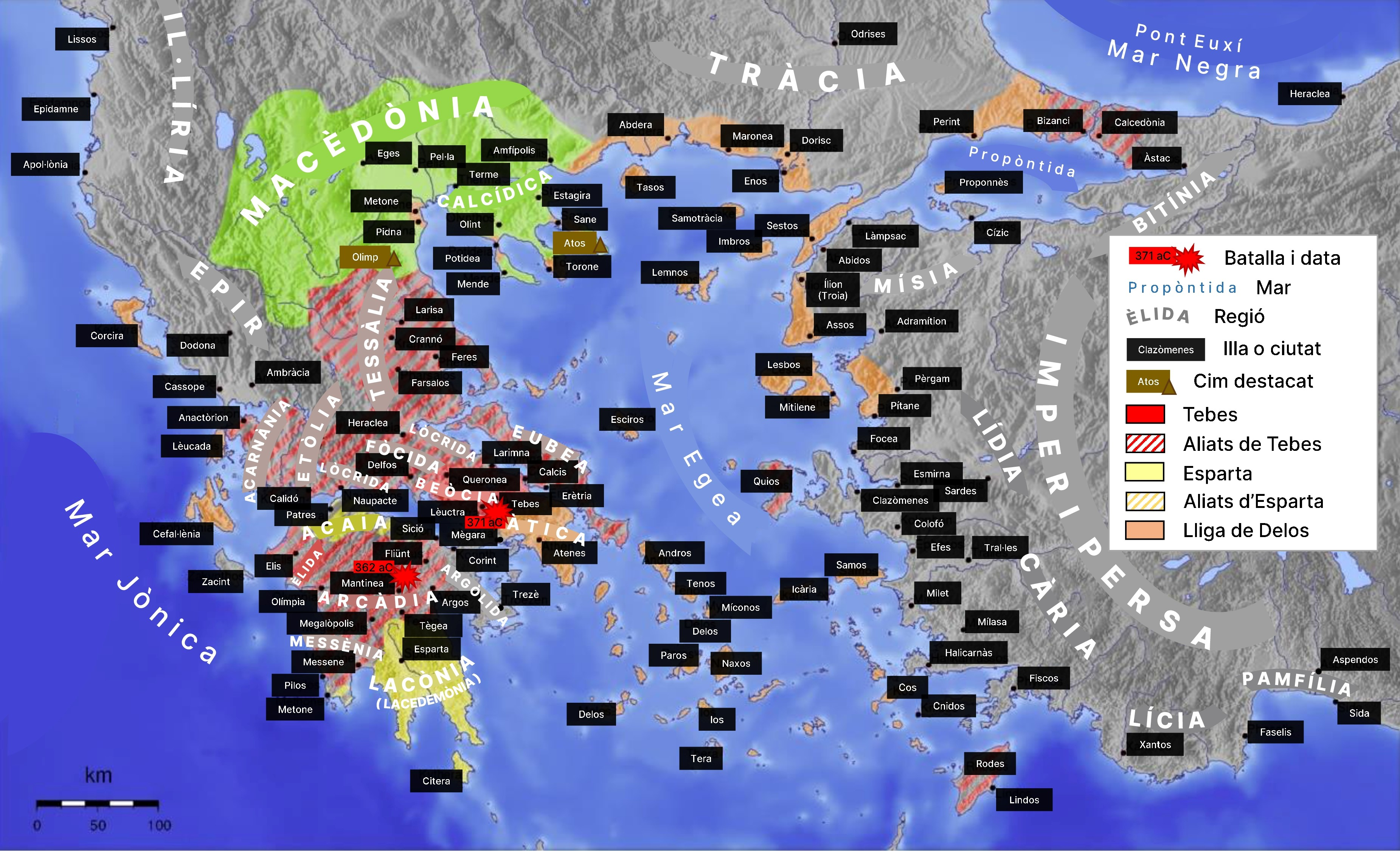
Mapa de Grècia durant l'època de l'hegemonia tebana, entre els anys 371–362 aC

Atenes provà novament d'ampliar el domini naval a l'Egeu, especialment al nord i a l'est. L'any 387 aC Samos havia caigut en mans de Pèrsia. Aquesta situació es rectificà el 365 aC sota el comandament de l'estrateg Timoteu, d'una manera que recordava les pràctiques de l'apogeu de l'imperi marítim atenès: no sols l'ocupació persa de l'illa, sinó també els mateixos habitants de Samos foren expulsats i diversos milers de clerucs atenesos es van instal·lant de mica en mica al seu lloc. La Segona Lliga atenesa s'enfrontà a una reorientació:
| « | Atenes feia temps que havia abandonat el camí de la política federal; somiava amb un nou imperi marítim atenès l'ascens del qual semblava veure's afavorit per les condicions caòtiques de Grècia i, sobretot, per la paràlisi de la iniciativa persa. | » |

### Debilitament en la Guerra Social
Sota la impressió del debilitament mutu d'Esparta i Tebes, Atenes podria albergar una vegada més grans ambicions de poder amb l'aliança naval. Tanmateix, a aquest objectiu s'hi oposà l'ascens de Macedònia sota Filip II a partir del 359 aC. El consegüent debilitament de la posició d'Atenes al nord de l'Egeu animà els membres més forts de la Lliga a separar-se'n: Quios, Rodes, Bizanci i Cos van formar una confederació separada contra Atenes. En l'anomenada Guerra Social, els atenesos no van aconseguir revertir la secessió, per la qual cosa van haver d'acceptar una considerable pèrdua de poder amb la conclusió de la pau el 355 aC.

### Final sota el signe del desenvolupament del poder macedoni
Després que Lesbos i Corcira abandonessin també l'aliança naval, Atenes continuà sent la potència protectora i suprema d'un gran nombre d'aliats. Nogensmenys, la lliga ja no era un instrument dissenyat per augmentar el poder, sinó que, sota la influència de l'expansió del poder macedoni, va perdre més membres, sense esdevenir, però, completament irrellevant. Els reduïts ingressos de les contribucions dels aliats van romandre com una partida important per al pressupost financer d'Atenes. I en les relacions exteriors, el poder naval d'Atenes, basat en la Lliga, seguia com a factor d'influència important a l'Egeu per a Filip II fins a l'any 340 aC. Fins a la decisiva batalla de Queronea l'any 338 aC Demòstenes va mantenir l'avantatge amb la seva agitació antimacedònica a Atenes. Per motiu de la derrota de la coalició també forjada per Demòstenes, que, a més d'atenesos i beocis, també situà parts del Peloponnès contra Filip II, Atenes va perdre la independència i es va veure obligada a aliar-se amb Macedònia durant el següent període. Alhora, la Segona Lliga atenesa es va deteriorar fins a desaparèixer el 338 aC.

## Aspectes culturals i religiosos de l'hegemonia atenesa

### Aspectes culturals

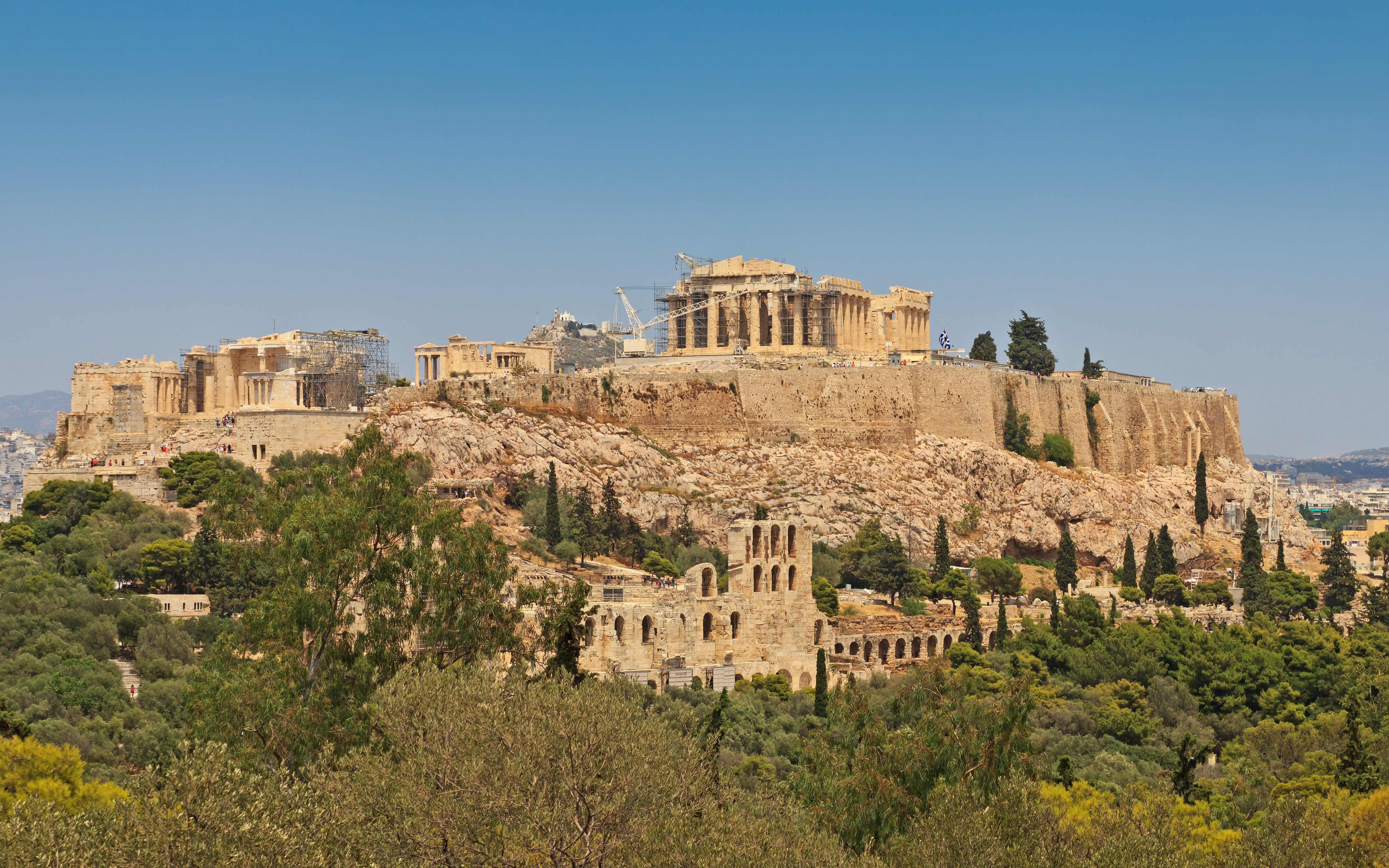
L'Acròpoli d'Atenes

En l'àmbit cultural, cal destacar, en primer lloc, les grans obres de l'Acròpoli d'Atenes. L'any 447 aC començà la construcció del Partenó, un temple, però que seria més aviat un temple tresor. El veritable temple de l'acròpolis és l'Erectèon. Destaca el programa iconogràfic, amb dos frontons: el frontó oriental, que representa el naixement d'Atena, i l'occidental, que representa la lluita d'Atena i Posidó per la possessió de l'Àtica, amb la dea regalant als atenesos l'olivera.
També hi ha mètopes amb la lluita dels centaures contra els làpites. A l'interior hi ha un fris que descriu la processó panatenaica. Aquestes grans obres van continuar fins a finals del segle v aC, després de la mort de Pèricles.

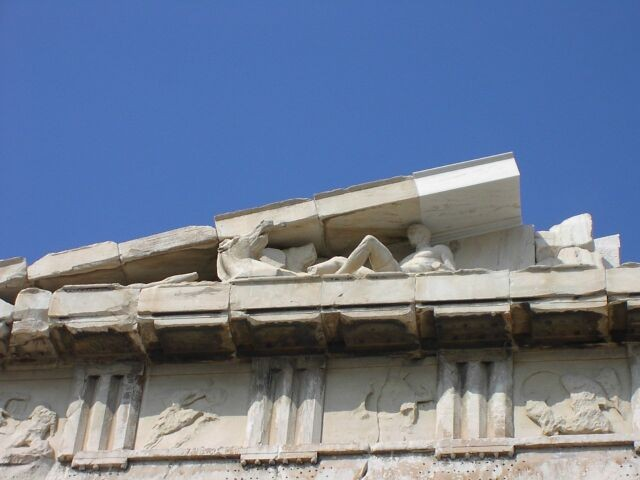
Mètopes del Partenó

En el camp del teatre, Èsquil va escriure la trilogia Orestíada l'any 458 aC. L'interès d'aquesta obra rau que tota l'acció es desenvolupa a Argos, però el desenllaç es produeix a Atenes. El protagonista n'és Orestes, que fuig d'Argos per consell de l'oracle de Delfos i es refugia a Atenes. Allà estableix el consell de l'Areòpag. És una forma de celebrar el 458 aC l'Areòpag, que en va perdre la funció el 462 aC.
Sòfocles, d'altra banda, va escriure Antígona, l'acció de la qual té lloc a Tebes. En una família formada per una germana i dos germans, aquests es maten entre si per controlar Tebes. El nou rei, Creont, enterra només el que havia defensat la ciutat i exposa les restes del segon —contra les tradicions de l'època. Antígona l'enterra contra el consell del rei: ella mor i el rei es queda sol.
Els punts de vista oposats de Creont i Antígona respecte a les lleis superiors a les de l'estat informen de les diferents conclusions sobre la desobediència civil. Creont exigeix l'obediència a la llei per sobre de tot, estigui bé o malament. Diu que «no hi ha res pitjor que la desobediència a l'autoritat» (An. 671). Antígona li respon amb la idea que la llei de l'estat no és absoluta, i que es pot esquinçar per mitjà de la desobediència civil en casos extrems com el d'honorar els déus, el govern i l'autoritat dels quals superen la llei de Creont.
En presentar el xoc entre el ciutadà privat i l'estat despòtic, Antígona s'ha vist sovint, en els temps moderns, com una metàfora dels drets de l'individu contra els estats totalitaris (tot i que Sòfocles en l'obra no pren partit obertament a favor de cap dels dos bàndols). En el passat, el drama de Sòfocles ja havia inspirat tragèdies semblants, de les quals es destaca l'argument polític (com en l'Antígona d'Alfieri).

### Aspectes religiosos

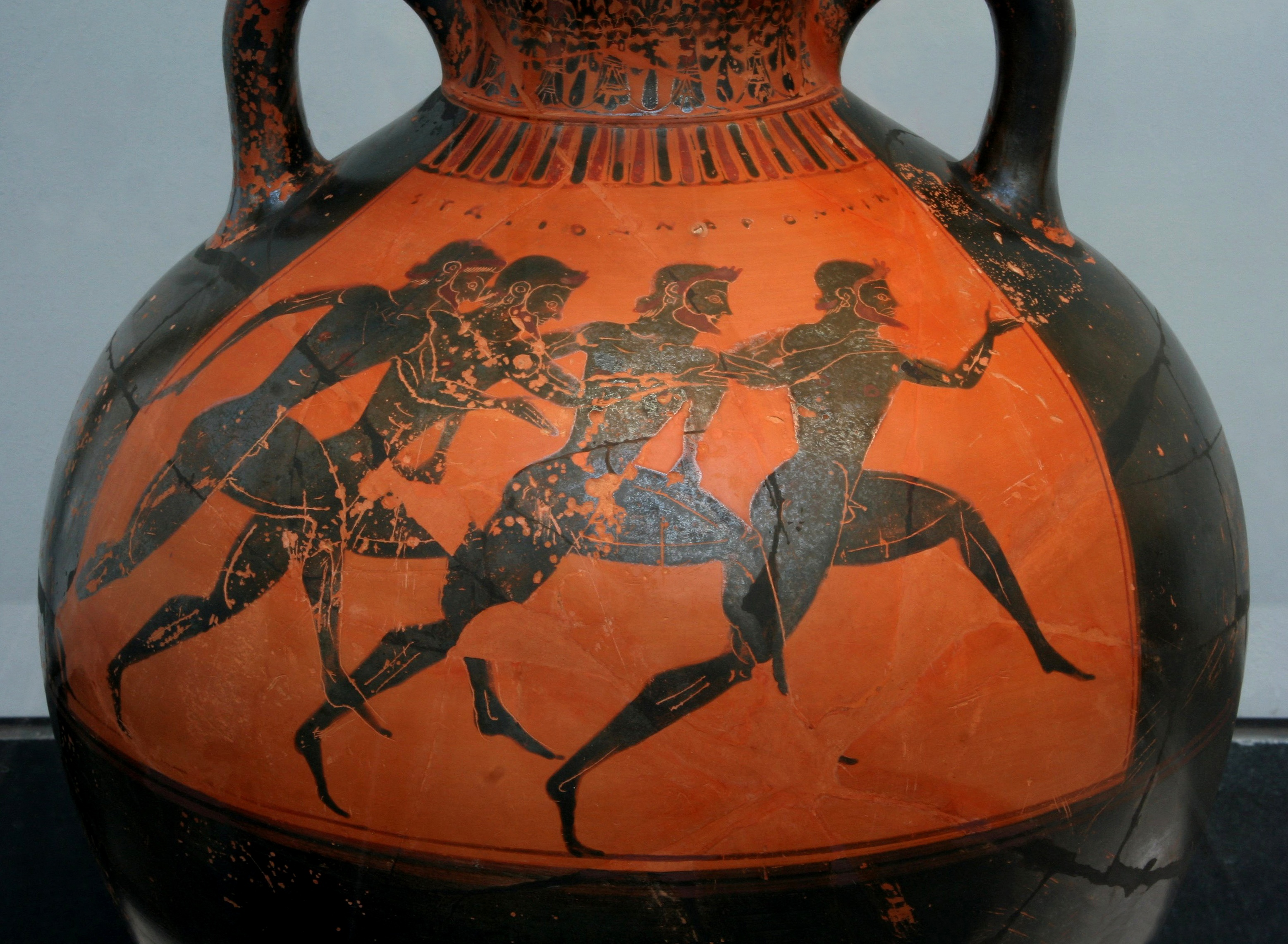
Representació de les Panatenees en un vas grec

Les Panatenees eren les festes religioses i polítiques més grans de l'antiga Atenes, celebrades en honor a la patrona de la ciutat, la deessa Atena. Sota el govern de l'arcont Hipòclides, sis anys abans del regnat del tirà Pisístrat, els estats veïns ja participaven en les festes. L'any 440 aC, un decret obligà els aliats a proporcionar un animal de sacrifici i una panòplia per a les Panatenees. L'any 425, un altre decret va establir que els aliats havien de desfilar a les Panatenees com les colònies d'Atenes.
En la mateixa línia, s'estengué el culte a Atena, la deessa protectora dels atenesos. Els diversos cultes n'eren tots branques del seu culte panhel·lènic. Aquestes adoracions eren portals d'una socialització uniforme, fins i tot més enllà de Grècia continental. Atena era sovint equiparada amb Afaia, una deessa de l'illa d'Egina, originàriament de Creta, i també s'associà a Àrtemis i la nimfa Britomartis. A Arcàdia s'assimilà a l'antiga deessa Àlea i s'adorava com a Atena Àlea. També hi va haver santuaris dedicats a Atena Àlea a les ciutats lacònies de Mantinea i Tègea. El temple d'Atena Àlea de Tègea era un centre religiós important de l'antiga Grècia. El geògraf Pausànies va descriure que el tèmenos d'aquest temple havia estat fundat per Àleu.
L'arribada del culte a Atena va venir acompanyada també d'una forta promoció de la devoció als misteris d'Eleusis, originàriament atenesa. La ciutat d'Eleusis, al principi independent, acabà incorporant-se al sinecisme d'Atenes en una data que no es pot indicar amb precisió i aquesta integració facilità el desenvolupament dels misteris, que van adquirir molt ràpidament un estatus panhel·lènic.